# Kłosowice
Kłosowice (niem. Klossowitz) – wieś sołecka w zachodniej Polsce położona w województwie wielkopolskim, w powiecie międzychodzkim, w gminie Sieraków, nad południowym brzegiem Warty, przy drodze wojewódzkiej nr 182, położona 2 km od gminnego Sierakowa i 9 km od powiatowego Międzychodu.
Niewielki ośrodek usługowy i przemysłu spożywczego.

## Historia
Miejscowość pierwotnie związana była z Wielkopolską. Ma metrykę średniowieczną i istnieje co najmniej od końca XIV wieku. Wymieniona po raz pierwszy w dokumencie zapisanym po łacinie z 1388 jako „Closzevicze", w 1393 „Classzovicze, Closzovicze", w 1407 „Closnik", w 1428 „Closchowice", w 1443 „Clossouicze", w 1446 „Closchowycze", w 1450 „Kloscowycze", w 1499 „Closouycze", w 1512 „Closschovicze" .
W 1388 Katarzyna wraz z mężem Sędziwojem z Uzarzewa przegrywa proces z Dobiesławem Kwileckim o dziedziny Kłosowice i Góra, które ten miał posiadać tytułem zastawu za 240 grzywien. W 1393 dziedzicem we wsi stał się Bieniak Sierakowski, który toczył o nią proces sądowy z Dobiesławem Kwileckim. W latach 1407–28 dziedziczką była wdowa po Bieniaszku Małgorzata Sierakowska, która toczy proces o swoją dziedzinę z Dobrogostem dziedzicem w Sierakowie. W 1438 miejscowość była wsią szlachecką i leżała w powiecie poznańskim Korony Królestwa Polskiego. W 1508 należała do parafii Sieraków .
Miejscowość wspominały historyczne dokumenty prawne, własnościowe i podatkowe. W 1423 odnotowano Kłosowski Młyn, w 1443 zapust, a w 1443 młyn ze stawem w Kłosowicach. W 1446 Wincenty Sierakowski toczył proces sądowy o granice swojej dziedziny Kłosowice z Zatomiem należącym do Andrzeja Słomowskiego i jego żony Małgorzaty. W 1560 w opisie granic wsi Kłosowic, Góry i Jaroszewa wymieniono kopiec węgielny wsi Debrzno (obecnie Ławica), Zatom Stary i Kaczlino. W 1450 właścicielem miejscowości stał się wojewoda poznański Łukasz z Górki .
W 1580 miejscowość była wsią szlachecką położona w powiecie poznańskim województwa poznańskiego w Rzeczypospolitej Obojga Narodów.
Po rozbiorach Polski miejscowość znalazła się w zaborze pruskim. W okresie Wielkiego Księstwa Poznańskiego (1815–1848) miejscowość należała do wsi mniejszych w ówczesnym pruskim powiecie Międzyrzecz w rejencji poznańskiej. Kłosowice należały do okręgu sierakowskiego tego powiatu i stanowiły część majątku Sieraków, którego właścicielem był wówczas rząd pruski w Berlinie. Według spisu urzędowego z 1837 roku wieś liczyła 86 mieszkańców, którzy zamieszkiwali 8 dymów (domostw).
W latach 1975–1998 miejscowość administracyjnie należała do województwa poznańskiego.

## Turystyka
- Teren Sierakowskiego Parku Krajobrazowego.
- W Kłosowicach kończy się 16 kilometrowy czarny szlak pieszy PTTK (III), biegnący z Kwilcza przez wieś Rozbitek i Chalin.

## Demografia
Według danych Urzędu Gminy w Sierakowie, na dzień 1 października 2012 r. Kłosowice zamieszkiwały 132 osoby. Powierzchnia wsi wynosi 5,32 km², co daje średnią gęstość zaludnienia rzędu 24,8 os. na km² w 2012 r.
| rok     | 1970 | 1978 | 1998 | 1999 | 2008 | 2010 | 2012 |
| ------- | ---- | ---- | ---- | ---- | ---- | ---- | ---- |
| ludność | 124  | 97   | 105  | 103  | 130  | 130  | 132  |